# 千藝珠
千藝珠（韓語：천예주，1999年12月03日—），韓國女演員。

## 演出作品

### 劇集
| 年份 | 播放平台   | 劇名           | 角色   | 備註 |
| 2024 | MBC        | 《親切的善珠》 | 皮美珠 | 配角 |
| 2025 | U+Mobiletv | 《初戀》       | 吳光娜 | 主演 |

## 外部連結
- 千藝珠的Instagram帳戶
- 千藝珠在NAVER上的资料
- 千藝珠在Daum上的资料
- 千藝珠在HanCinema的頁面（英文）